# Bioenhancer

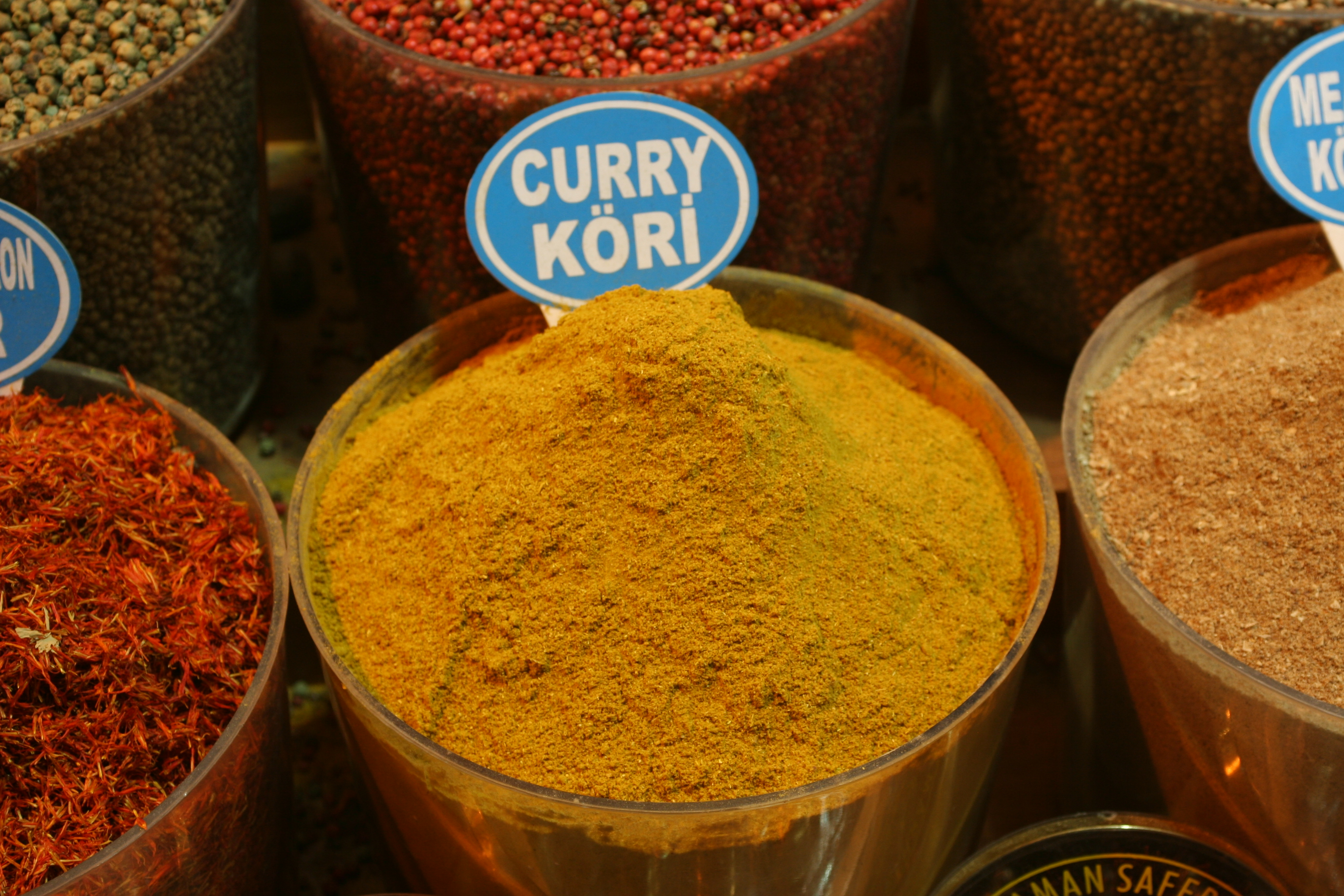
Currypulver enthält die Bioenhancer Piperin und Curcumin.

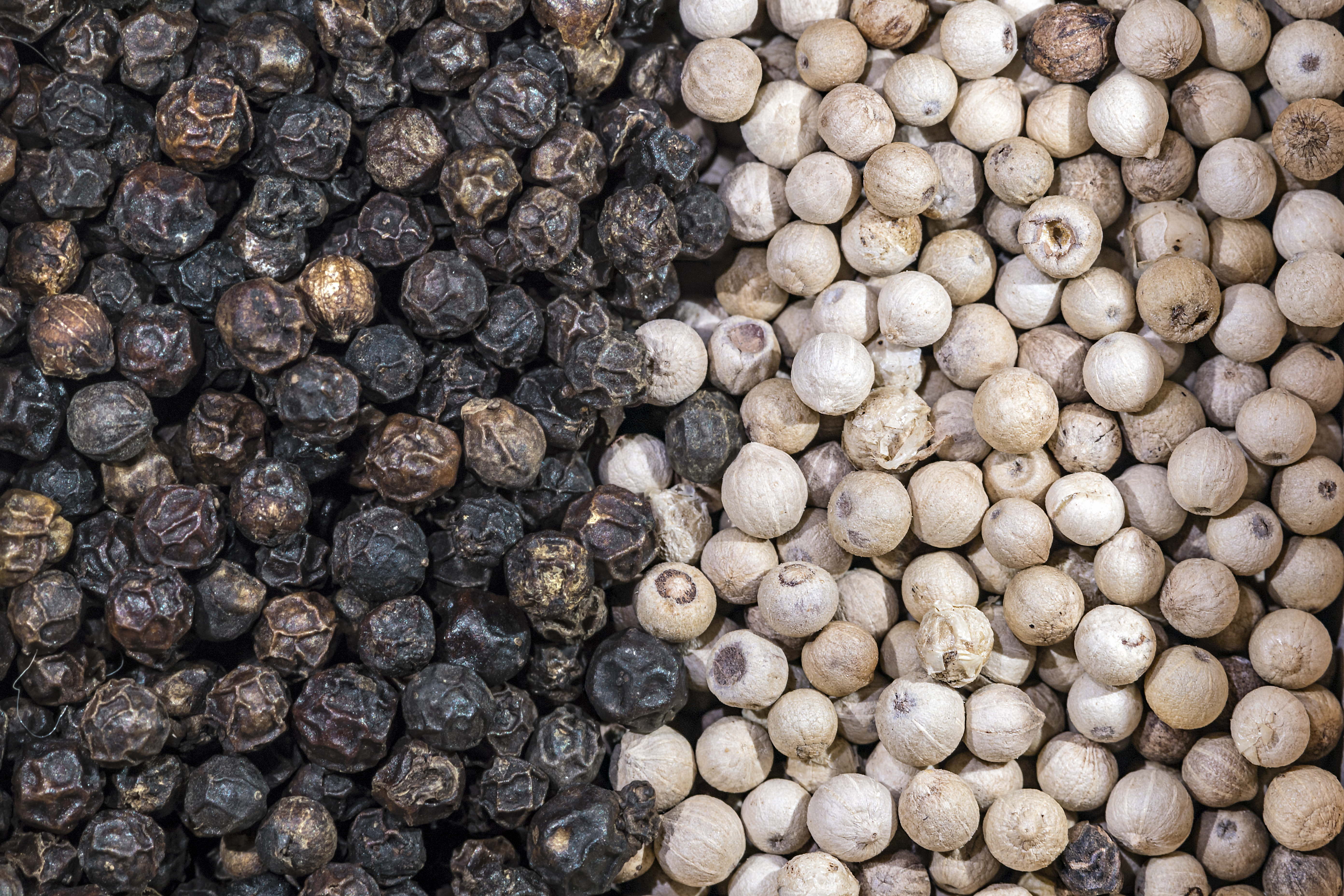
Schwarzer Pfeffer enthält hohe Piperin-Konzentrationen.

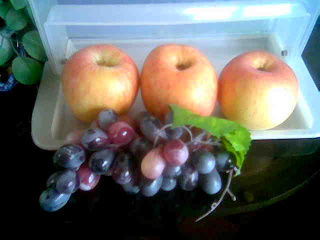
Der Bioenhancer Quercetin ist u. a. in der Schale von Äpfeln und Weinbeeren enthalten.

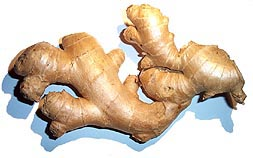
Die Gingerole aus Ingwer wirken als Bioenhancer.

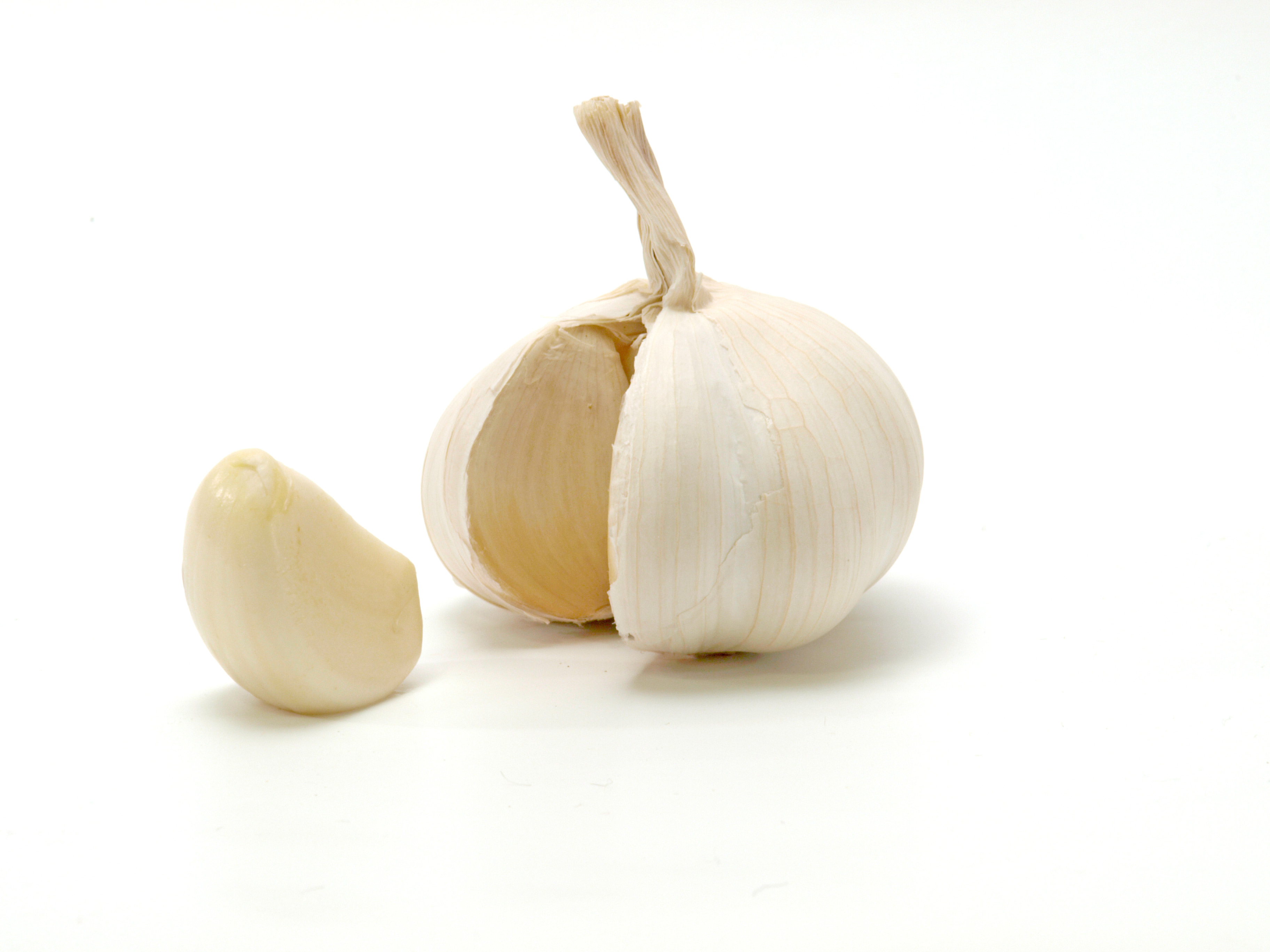
Allicin aus Knoblauch verstärkt die Wirkung eines Fungizids.

Bioenhancer sind Substanzen, die die Verfügbarkeit von Wirkstoffen, Vitaminen und Nährstoffen an deren Zielstrukturen (Bioverfügbarkeit) steigern. Der Begriff „Bioenhancer“ wurde am  Indian Institute of Integrative Medicine in Jammu geprägt, das zugrundeliegende Konzept hat seine Wurzeln in der ayurvedischen Medizin. Durch die gezielte Gabe von natürlich vorkommenden Bioenhancern erhofft man, die Wirksamkeit von Arzneistoffen und Nutraceuticals  steigern zu können. Bisher wurden Bioenhancer fast ausschließlich in Pflanzen entdeckt.

## Entdeckung
1929 berichtete Kartick Chandra Bose, dass eine antiasthmatische Wirkung des Indischen Lungenkrauts durch die gleichzeitige Einnahme von Langem Pfeffer verstärkt würde. 1979 wurde Piperin, das in Pfeffer vorkommt, als erster „bioavailability enhancer“ beschrieben.

## Wirkungsmechanismen
Folgende Mechanismen werden für die Verbesserung der Bioverfügbarkeit von Stoffen durch Bioenhancer postuliert:
- Erhöhung der Resorption von Stoffen im Darm
- Hemmung des Abbaus von Stoffen im Darm und in der Leber
- Erhöhung der Durchlässigkeit von Pathogenen gegenüber Wirkstoffen
- Hemmung der Abwehrmechanismen von Pathogenen oder Tumorgewebe (z. B. Efflux der Wirkstoffe)
- Verbesserung der Bindungsmöglichkeiten für Wirkstoffe an den Bindungsstellen (wie DNA und Proteine) eines Pathogens
- Verbesserung der Überwindbarkeit der Blut-Hirn-Schranke
- Verringerung/Vermeidung des First-Pass-Effekts

## Beispiele für Bioenhancer
Die folgenden Beispiele für Bioenhancer geben einen Einblick in die pharmakologische Forschung und zeigen, wie Inhaltsstoffe aus Pfeffer, Curry, Ingwer und anderen pflanzlichen Zutaten im Essen einem Mangel an Nährstoffen vorbeugen sollen oder mit Arzneistoffen wechselwirken können.
Piperin, ein Inhaltsstoff des Pfeffers, zeigte teilweise in-vitro, teilweise im Tierversuch oder am Menschen, eine Wirkung als Bioenhancer für Vitamine (A, B1, B2, B6, C, D, E, K), Aminosäuren (Lysin, Isoleucin, Leucin, Threonin, Valin, Tryptophan, Phenylalanin und Methionin), Mineralien (Jod, Calcium, Eisen, Zink, Kupfer, Selen, Magnesium, Kalium, Mangan), pflanzliche Verbindungen (u. a. Ginsenoside, Pycnogenol), sowie synthetische und pflanzliche Wirkstoffe (u. a. Ibuprofen, Diclofenac, Rifampicin, Ampicillin, Tetracyclin, Vasicin, Pyrazinamid, Fexofenadin, Resveratrol, Epigallocatechingallat, Curcumin). Die Wirkung beruht auf Mechanismen wie Förderung der Resorption im Darm durch Aktivierung der γ-Glutamyltranspeptidase sowie Enzyminhibition: etwa Hemmung der Arylkohlenwasserstoffhydroxylase (AHH), Ethylmorphin-N-demethylase, UDP-Glucuronyltransferase (UGT), P-Glycoprotein und CYP3A4. Vor allem die beiden zuletzt genannten Enzyme tragen wesentlich zum First-Pass-Effekt bei.
Curcumin, das u. a. in Kurkuma vorkommt, hemmt wie Piperin das Enzym CYP3A4 und beeinflusst die Transportfunktion des P-Glykoproteins. Durch die Kombination mit Curcumin wurde im Tierversuch eine erhöhte Bioverfügbarkeit der Wirkstoffe Celiprolol und Midazolam nachgewiesen.
Quercetin, ein Flavonoid aus Früchten und Blättern verschiedener Pflanzen, wirkt ähnlich wie Curcumin und Piperin. Im Tierversuch  erhöhte Quercetin die Bioverfügbarkeit des zytostatisch wirksamen Arzneistoffes Paclitaxel.
Ingwer fördert aufgrund der enthaltenen Gingerole die Resorption zahlreicher Verbindungen im Darm, darunter auch Arzneistoffe. In den meisten Fällen wirkt Ingwer dabei synergistisch mit Piperin.
Glycyrrhizin, ein Saponin der Süßholzpflanze, erhöht die Aktivität zahlreicher Antibiotika und des Fungizids Clotrimazol.
Das im Knoblauch enthaltene Allicin verstärkt die Wirkung des Fungizids Amphotericin B auf Hefezellen, indem es auf den intrazellulären Ergosteroltransport wirkt.

## Praktische Anwendung
Die Entdeckung und Charakterisierung von Bioenhancern hat zu mehreren Patentanmeldungen geführt. Piperin wird in seiner Funktion als Bioenhancer in diversen  Nahrungsergänzungsmitteln vermarktet, entweder allein oder in Kombination mit anderen Substanzen wie Vitaminen, Curcumin, Resveratrol oder Ubichinon-10. In Indien ist seit 2009 das Präparat Risorine gegen Tuberkulose zugelassen. Außer den Antibiotika Rifampicin und Isoniazid enthält das Medikament Piperin,  wodurch die Rifampicindosis auf weniger als die Hälfte abgesenkt werden konnte gegenüber konventionellen Formulierungen.
In den europäischen Ländern oder den USA hat Piperin keine Bedeutung als Arzneistoff. In der modernen Arzneimittelentwicklung wird die orale Bioverfügbarkeit durch Maßnahmen verbessert bzw. gesteuert wie beispielsweise Veränderung der Polarität von Molekülen durch chemische Modifikationen (Erzeugen von Prodrugs), Mikronisierung des Wirkstoffs, Verwendung polymorpher Formen sowie durch verschiedene Formen des Controlled Drug Delivery und des Drug Targeting.

## Quelle
- Ghanshyam B. Dudhatra u. a.: A Comprehensive Review on Pharmacotherapeutics of Herbal Bioenhancers. In: The Scientific World Journal. Januar 2012, S. 1–33.